# Dolphin Spur
Der Dolphin Spur (englisch für Delfinsporn) ist ein wuchtiger und vereister Felssporn in der antarktischen Ross Dependency. In der Commonwealth Range ragt er östlich des Mount Patrick auf und erstreckt sich in nördlicher Richtung in den oberen Abschnitt des Hood-Gletschers.
Teilnehmer der New Zealand Alpine Club Antarctic Expedition (1959–1960) nahmen die Benennung vor. Sie benannten ihn so, da seine Felsvorsprünge aus tieferen Lagen des Gletschers betrachtet sie an eine Gruppe Delfine erinnerten, die durch die Wellen tauchen.